# Даніел Мітов
Даніел Павлов Мітов (болг. Даниел Павлов Митов; нар. 4 грудня 1977, Софія, Болгарія) — болгарський політик і міністр закордонних справ Болгарії з 6 серпня 2014 по 27 січня 2017 року в тимчасовому уряді Георгі Блізнашкі.

## Освіта
У 2002 р. закінчив факультет політології Софійського університету Святого Климента Охридського. У 2001–2002 рр. вивчав політичні науки в Центрі безперервної освіти Нового болгарського університету. Брав участь в програмах обміну Німецького фонду Маршалла, і в «Programme des personnalites d'avenir» МЗС Франції.
Вільно говорить англійською, італійською, російською мовами.

## Кар'єра
У 2002 р. почав працювати в Політичній академії Центральної та Східної Європи і як член редколегії журналу «Причина». У 2006 р. він був виконавчим директором фонду «Демократії».
У 2010 р. вирушив у складі місії Національного демократичного інституту (NDI) США в Іраку, де був керівником відділу розробки програм та підтримки політичних партій. У 2012 р. повернувся до Болгарії, але невдовзі після того, призначений постійним представником NDI в Брюсселі. Як представник NDI працює в Лівії, Конго, Україні, Ємені, Тунісі та інших.

## Політична кар'єра
У 2006 р. став членом партії «Демократи за сильну Болгарію» (DSB) і невдало брав участь на виборах до Європейського парламенту в 2007 р. На парламентських виборах в 2009 р. був кандидатом у депутати від «Блакитної коаліції», однак не зміг увійти до парламенту.
У 2012 р. вступив до «Руху громадян Болгарії», обраний членом Національної ради партії, однак восени того ж року, вирішив піти з політики.